# Сантус, Кайро
Кайро Фернандес Сантус (порт. Cairo Fernandes Santos, 12 ноября 1991, Лимейра) — бразильский футболист, кикер клуба НФЛ «Чикаго Беарс». Первый бразильский игрок в истории лиги.

## Биография

### Любительская карьера
Кайро Сантус родился 12 ноября 1991 года в городе Лимейра. В возрасте 15 лет он по обмену переехал в США, в штат Флорида, учился в академии Сент-Джозефс. Там же Кайро познакомился с американским футболом. Правила игры он учил, играя на компьютере в Madden NFL. За команду школы Сантус играл на позициях кикера, пантера и принимающего.
В январе 2010 года Кайро поступил в Тулейнский университет. С первого года начал выступления за студенческую команду на позиции кикера. В сезоне 2010 Сантус сыграл во всех двенадцати матчах команды, а по его итогам был включён в символическую сборную новичков Конференции США. На второй год обучения он сыграл в тринадцати матчах, дебютировав и в качестве пантера команды. 
В сезоне 2012 года Кайро провёл двенадцать игр, реализовав 21 попытку филд-гола из 21 возможной. Он вошёл в символическую сборную сезона по четырём разным версиям и получил награду имени Лу Грозы, вручаемую лучшему кикеру студенческого футбола. В университете Сантуса признали Лучшим студентом-спортсменом года. В 2013 году он сыграл в тринадцати матчах команды и снова попал в сборную звёзд конференции. Всего за карьеру в колледже Кайро сыграл в 50 матчах, набрав в них 312 очков.

#### Статистика выступлений в NCAA
| Сезон | Команда          | Игры | Кикер | Кикер | Кикер | Кикер | Кикер | Кикер | Пантер | Пантер | Пантер |
| Сезон | Команда          | Игры | XPM   | XPA   | XP%   | FGM   | FGA   | FG%   | Punts  | Yds    | Y/A    |
| ----- | ---------------- | ---- | ----- | ----- | ----- | ----- | ----- | ----- | ------ | ------ | ------ |
| 2010  | Тулейн Грин Уэйв | 12   | 32    | 33    | 97,0  | 13    | 16    | 81,3  | —      | —      | —      |
| 2011  | Тулейн Грин Уэйв | 13   | 33    | 34    | 97,1  | 11    | 18    | 61,1  | 15     | 615    | 41,0   |
| 2012  | Тулейн Грин Уэйв | 12   | 26    | 27    | 96,3  | 21    | 21    | 100,0 | —      | —      | —      |
| 2013  | Тулейн Грин Уэйв | 13   | 38    | 38    | 100,0 | 16    | 23    | 69,6  | —      | —      | —      |
| Всего | Всего            | 50   | 129   | 132   | 97,7  | 61    | 78    | 78,2  | 15     | 615    | 41,0   |

### Профессиональная карьера
В 2014 году Кайро вышел на драфт НФЛ. В качестве плюсов игрока называлась хорошая точность ударов со средней дистанции, а также хладнокровие в решающие моменты — в сезоне 2013 года на его счету было два победных удара. Ценности игроку добавлял и небольшой опыт игры пантером. Опасения вызывал недостаток стабильности, продемонстрированный им в колледже, а также малый опыт игры в холодную погоду и под открытым небом: домашние матчи «Тулейна» проходили на крытом стадионе. 
Сантус не был задрафтован и в статусе свободного агента подписал контракт с клубом «Канзас-Сити Чифс». После тренировочных сборов он вошёл в основной состав команды, став первым уроженцем Бразилии, добившимся такого успеха. За «Чифс» он выступал в течение четырёх сезонов, реализовав 89 филд-голов и 125 экстра-пойнтов. В начале чемпионата 2017 года Кайро получил травму паха и был переведён в резерв травмированных, а позднее отчислен из клуба. В ноябре он подписал контракт с «Чикаго Беарс».
В 2018 году Сантус подписал контракт с «Лос-Анджелес Рэмс», заменив в составе травмированного Грега Зурлайна. За клуб он провёл две игры, реализовав по пять филд-голов и экстра-пойнтов. После возвращения основного кикера в строй, Кайро был отчислен. В середине ноября он достиг соглашения с «Бакканирс».
Перед стартом сезона 2019 года Сантус подписал контракт с «Теннесси Тайтенс», но был отчислен в начале октября после четырёх незабитых филд-голов в игре против «Баффало Биллс».
В августе 2020 года Сантус снова подписал контракт с «Чикаго Беарс». В основной состав команды он был переведён 16 сентября, заменив травмированного Эдди Пиньейро. В регулярном чемпионате он реализовал 30 попыток филд-гола из 32 (93,8 %), установив рекорд клуба по точности ударов. Также рекордной для «Беарс» стала его серия из 27 забитых филд-голов подряд. В январе Сантус был назван игроком месяца специальных команд в НФК. В марте 2021 года он подписал с клубом новый пятилетний контракт на сумму 16 млн долларов. 

#### Статистика выступлений в НФЛ

##### Регулярный чемпионат
| Сезон | Команда             | Игры | Кикер | Кикер | Кикер | Кикер | Кикер | Кикер | Пантер | Пантер | Пантер |
| Сезон | Команда             | Игры | XPM   | XPA   | XP%   | FGM   | FGA   | FG%   | Punts  | Yds    | Y/A    |
| ----- | ------------------- | ---- | ----- | ----- | ----- | ----- | ----- | ----- | ------ | ------ | ------ |
| 2014  | Канзас-Сити Чифс    | 16   | 38    | 38    | 100,0 | 25    | 30    | 83,3  | —      | —      | —      |
| 2015  | Канзас-Сити Чифс    | 16   | 39    | 41    | 95,1  | 30    | 37    | 81,1  | —      | —      | —      |
| 2016  | Канзас-Сити Чифс    | 16   | 36    | 39    | 92,3  | 31    | 35    | 88,6  | —      | —      | —      |
| 2017  | Канзас-Сити Чифс    | 3    | 12    | 12    | 100,0 | 3     | 3     | 100,0 | —      | —      | —      |
| 2017  | Чикаго Беарс        | 2    | 2     | 2     | 100,0 | 1     | 2     | 50,0  | —      | —      | —      |
| 2018  | Лос-Анджелес Рэмс   | 2    | 5     | 6     | 83,3  | 5     | 6     | 83,3  | —      | —      | —      |
| 2018  | Тампа-Бэй Бакканирс | 7    | 17    | 17    | 100,0 | 9     | 12    | 75,0  | —      | —      | —      |
| 2019  | Теннесси Тайтенс    | 5    | 12    | 12    | 100,0 | 4     | 9     | 44,4  | —      | —      | —      |
| 2020  | Чикаго Беарс        | 16   | 36    | 37    | 97,3  | 30    | 32    | 93,8  | —      | —      | —      |
| Всего | Всего               | 83   | 197   | 204   | 96,6  | 138   | 166   | 83,1  | —      | —      | —      |

##### Плей-офф
| Сезон | Команда          | Игры | Кикер | Кикер | Кикер | Кикер | Кикер | Кикер | Пантер | Пантер | Пантер |
| Сезон | Команда          | Игры | XPM   | XPA   | XP%   | FGM   | FGA   | FG%   | Punts  | Yds    | Y/A    |
| ----- | ---------------- | ---- | ----- | ----- | ----- | ----- | ----- | ----- | ------ | ------ | ------ |
| 2015  | Канзас-Сити Чифс | 2    | 5     | 5     | 100,0 | 5     | 5     | 100,0 | —      | —      | —      |
| 2016  | Канзас-Сити Чифс | 1    | 1     | 1     | 100,0 | 1     | 1     | 100,0 | —      | —      | —      |
| 2020  | Чикаго Беарс     | 1    | 0     | 0     | 0,0   | 1     | 1     | 100,0 | —      | —      | —      |
| Всего | Всего            | 4    | 6     | 6     | 100,0 | 7     | 7     | 100,0 | —      | —      | —      |